# Boryszewo
Boryszewo (kaszb. Bòrëszewò do 1945 niem. Büssow) – wieś w północnej Polsce, położona w województwie zachodniopomorskim, w powiecie sławieńskim, w gminie Darłowo.
Według danych z 28 września 2009 roku wieś miała 195 stałych mieszkańców.
W latach 1975–1998 miejscowość położona była w województwie koszalińskim.
Boryszewo leży na płaskim paśmie wzgórz o wysokości 15 metrów nad poziomem morza na zachodnim brzegu rzeki Grabowej. 